# Valentin (pape)
Pour les articles homonymes, voir Valentin.
Valentin, né à Rome, 100e pape du 31 août (environ) au 10 octobre 827.

## Biographie
Peu de choses sont connues sur Bastien Valentin, un pape qui n'a régné que 40 jours selon le Liber Pontificalis, ou un mois selon les Annales regni Francorum d'Eginhard. Il succède à Eugène II sur le trône pontifical. Son père, un certain Leonzio, réside dans le district de via Lata, quartier aristocratique qui a également donné à l'Église les papes Étienne II, Paul Ier et Adrien Ier.
Sa carrière ecclésiastique commence sous Pascal Ier, alors qu'il a 25 ans. Nommé sous-diacre, il devient rapidement diacre puis archidiacre. Le Liber Pontificalis note que l'archidiacre Valentin parle aisément avec le peuple romain tout comme avec l'aristocratie. La faveur du jeune homme se confirme sous Eugène II : « Le rayonnement de sa bonté et de ses manières émanaient de toutes parts, comme d'un encensoir (...). Favorisé par la grâce divine, il brillait, rempli des lumières de la vérité et de la sagesse, clair quant à la doctrine, affable dans ses paroles, remarquable par son visage, la distinction de sa personne et l'élégante prestance de son physique. ».
À la mort du pape Eugène II, il est élu pape à l'unanimité. On lui annonce la nouvelle alors qu'il se trouve en prière à la basilique Sainte-Marie-Majeure, mais dans son humilité il y résiste : « Il résista longtemps, disant d'une voix forte que tout cela est inconvenant. ». Devant les protestations du peuple, il finit par accepter l'élection. « Il fut conduit par eux avec de dignes louanges et un grand déploiement d'honneurs au patriarcat du Latran et installé sur le trône. Le sénat unanime vint ensuite lui baiser les pieds avec respect (...). Une immense joie s'empara de tout le peuple, hommes, femmes, jeunes et vieux ».
Le lendemain, au lever du jour, il est escorté par les armées, le sénat et le peuple romain du Latran jusqu'à la basilique Saint-Pierre, où il est couronné, « prenant possession du trône de l'Apôtre Pierre, porteur des Clefs du Royaume céleste ».
Rien n'est connu de son très bref pontificat. Le Liber Pontificalis précise seulement qu'« appelé par le Christ, il fut atteint de maladie. » Et d'ajouter : « C'est orné de ses multiples qualités qu'il partit pour le Ciel, avec le fruit de ses saintes actions (...) qu'il se présenta devant la Majesté suprême ».